# Joëlle Numainville
Joëlle Numainville (* 20. November 1987 in Laval) ist eine ehemalige kanadische Radrennfahrerin.

## Sportliche Laufbahn
Ab 2009 etablierte sich Joëlle Numainville, die als Mountainbikerin ihre sportliche Laufbahn begonnen hatte, als eine der besten Straßenrennfahrerinnen Kanadas. In diesem Jahr wurde sie Panamerikameisterin im Straßenrennen sowie nationale Straßenmeisterin (U23). 2010 sowie 2013 errang sie den kanadischen Meistertitel im Straßenrennen der Elite, 2013 zudem den im Einzelzeitfahren.
2012 startete Numainville bei den Olympischen Spielen in London und belegte im Straßenrennen Rang zwölf. Im Jahr darauf erlitt sie eine schwere Gehirnerschütterung bei einem Sturz während der Tour of the Gila. Diese Verletzung wurde jedoch sieben Monate lang nicht erkannt, und Numainville fuhr weiter Rennen, obwohl sie an Beschwerden litt und ständig Medikamente nahm. Nachdem die Gehirnerschütterung 2014 diagnostiziert worden war, konnte sie ihren Meistertitel nicht verteidigen.
2016 wurde Joëlle Numainville zu ihrer großen Enttäuschung nicht für die Spiele in Rio de Janeiro nominiert. Ihr Einspruch gegen diese Entscheidung wurde zurückgewiesen. Im selben Jahr errang sie mit der Mannschaft von Cervélo–Bigla bei den Straßenweltmeisterschaften die Bronzemedaille im Mannschaftszeitfahren.
Aufgrund von gesundheitlichen Problemen trat Numainville 2018 vom aktiven Radsport zurück.

## Berufliches
Joëlle Numainville hat einen Abschluss in Finanzwissenschaft an der Université du Québec in Montreal.

## Erfolge
2009
- Panamerikameisterin – Straßenrennen
- Kanadische Meisterin (U23) – Straßenrennen
- eine Etappe Trophée d’Or Féminin

2010
- Grand Prix cycliste de Gatineau
- Kanadische Meisterin – Straßenrennen

2012
- eine Etappe Tour Cycliste Féminin International de l’Ardèche

2013
- Kanadische Meisterin – Straßenrennen, Einzelzeitfahren
- zwei Etappen Tour Cycliste Féminin International de l’Ardèche

2016
- Weltmeisterschaft – Mannschaftszeitfahren
- White Spot / Delta Road Race

## Teams
- 2008–2009 Esgl 93-Gsd Gestion
- 2010 TIBCO-To The Top
- 2011 Kelly Benefit Strategies-OptumHealth
- 2013 Optum-Kelly Benefit Strategies
- 2014 Optum-Kelly Benefit Strategies (bis 31. Juli)
- 2015 Bigla Cycling Team (ab 1. August)
- 2016 Cervélo–Bigla Pro Cycling
- 2016 Cervélo–Bigla Pro Cycling
- 2017 Cylance Cycling